# Amphisbetia episcopus
Amphisbetia episcopus is een hydroïdpoliep uit de familie Sertulariidae. De poliep komt uit het geslacht Amphisbetia. Amphisbetia episcopus werd in 1876 voor het eerst wetenschappelijk beschreven door Allman. 